# Henri Mouhot

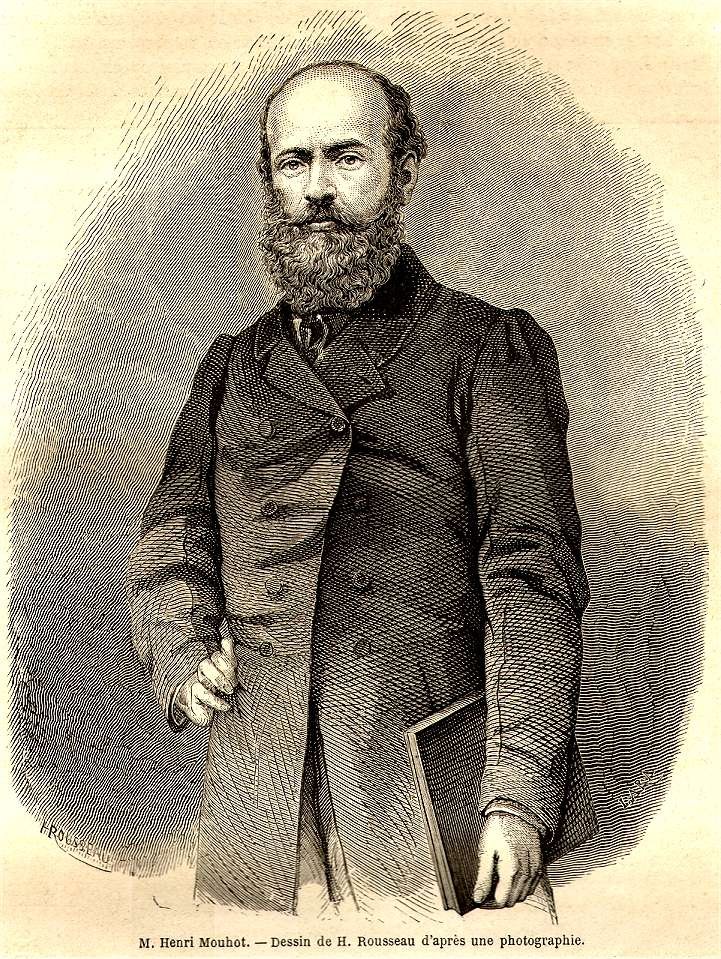
Henri Mouhot gezeichnet von H. Rousseau nach einer Fotografie

Alexandre Henri Mouhot (* 15. Mai 1826 in Montbéliard, Département Doubs, Frankreich; † Oktober/November 1861 bei Luang Prabang in Laos) war ein französischer Naturforscher und Entdecker, der für seine Erkundungsreisen durch Südostasien in den Jahren 1858 bis 1861 bekannt ist. Mouhots Beschreibung und Zeichnungen machten die Ruinen der alten kambodschanischen Hauptstadt Angkor in Europa bekannt.

## Leben und Wirken
Mouhot war der Sohn einer Lehrerin und eines Verwaltungsbeamten. Er studierte griechische Philologie, mit 18 Jahren ging er als Griechisch- und Französischlehrer an die russische Militärakademie nach St. Petersburg. In seiner Freizeit machte er sich mit Daguerres frühem Fotografieverfahren vertraut. Während des Krimkriegs kehrte er 1854 nach Frankreich zurück. Mit seinem Bruder Charles reiste er durch Deutschland, Belgien und Norditalien, wo sie die Daguerreotypie bekannt machten. Im Jahr 1856 gingen beide nach England. Dort heiratete Henri Mouhot Annette, eine Nachfahrin (vermutlich Enkelin) des schottischen Afrikareisenden Mungo Park. Sie ließen sich auf der Kanalinsel Jersey nieder, wo sich Mouhot mit Naturkunde, insbesondere Ornithologie (Vögel) und Conchologie (Muscheln) befasste.
Dann begann er mit Unterstützung der Londoner Royal Geographical Society seine Forschungsreise nach Südostasien. In Begleitung seines Hundes Tine-Tine (einem King Charles Spaniel) schiffte er sich am 27. April 1858 in London Richtung Bangkok ein, wo er die Bekanntschaft des französischen Missionsbischofs Jean-Baptiste Pallegoix machte. Während der folgenden dreieinhalb Jahre reiste er mit Fischerbooten, Elefanten, Pferden, Ochsenkarren oder zu Fuß durch zuvor für Europäer unbekannte Gebiete im Landesinneren des damaligen Siam (heutiges Thailand, Kambodscha und Laos). Zwei junge Männer aus Chanthaburi, Phrai und Deng, begleiteten ihn als Diener, Übersetzer und Koch.

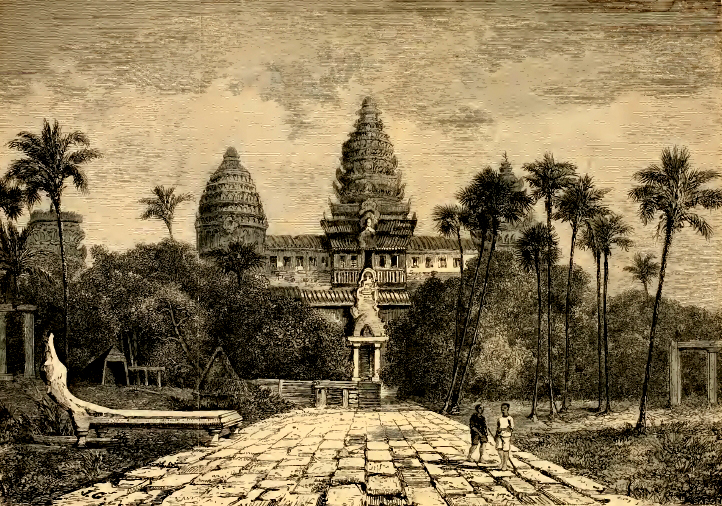
Mouhots Zeichnung der Fassade von Angkor Wat (ca. 1860)

In Kampot an der Küste Kambodschas suchte er im Frühjahr 1859 Ang Duong auf, den König des unter siamesischer Oberherrschaft stehenden Landes, schenkte ihm eine Stockflinte und erhielt im Gegenzug die Erlaubnis, die Hauptstadt Udong im Landesinneren zu bereisen. Dort stellte ihm der Vizekönig (Uparaja) Norodom I. für die weitere Reise Elefanten und Wagen zur Verfügung. Am Fluss Tonle Sap entlang reiste er zum gleichnamigen See.
Im Januar 1860 erreichte Mouhot mit seinen Begleitern die alte, im 15. Jahrhundert aufgegebene Hauptstadt Angkor, wo er eine ganze Reihe von Skizzen und Zeichnungen anfertigte. 1868 wurde postum der illustrierte Reisebericht Voyage à Siam et dans le Cambodge veröffentlicht, durch den die Tempel von Angkor erstmals die Aufmerksamkeit einer breiten Öffentlichkeit in Europa auf sich zogen.
Mouhot wird oft als der (Wieder-)Entdecker Angkors genannt, ein Anspruch, den er selbst nie stellte und der nicht den Tatsachen entspricht, da bereits im 16. Jahrhundert portugiesische Reisende den Ort erreicht hatten und auch einige Missionare schon vor ihm dort gewesen waren. In seinem Buch zitierte er selbst ausdrücklich aus dem Bericht des französischen Missionars Charles Émile Bouillevaux, der bereits Jahre vor ihm die Tempel besucht und davon berichtet hatte. Die Khmer wussten immer von der Existenz der alten Tempel und benutzten einige, wie Angkor Wat, zu allen Zeiten für religiöse Riten.

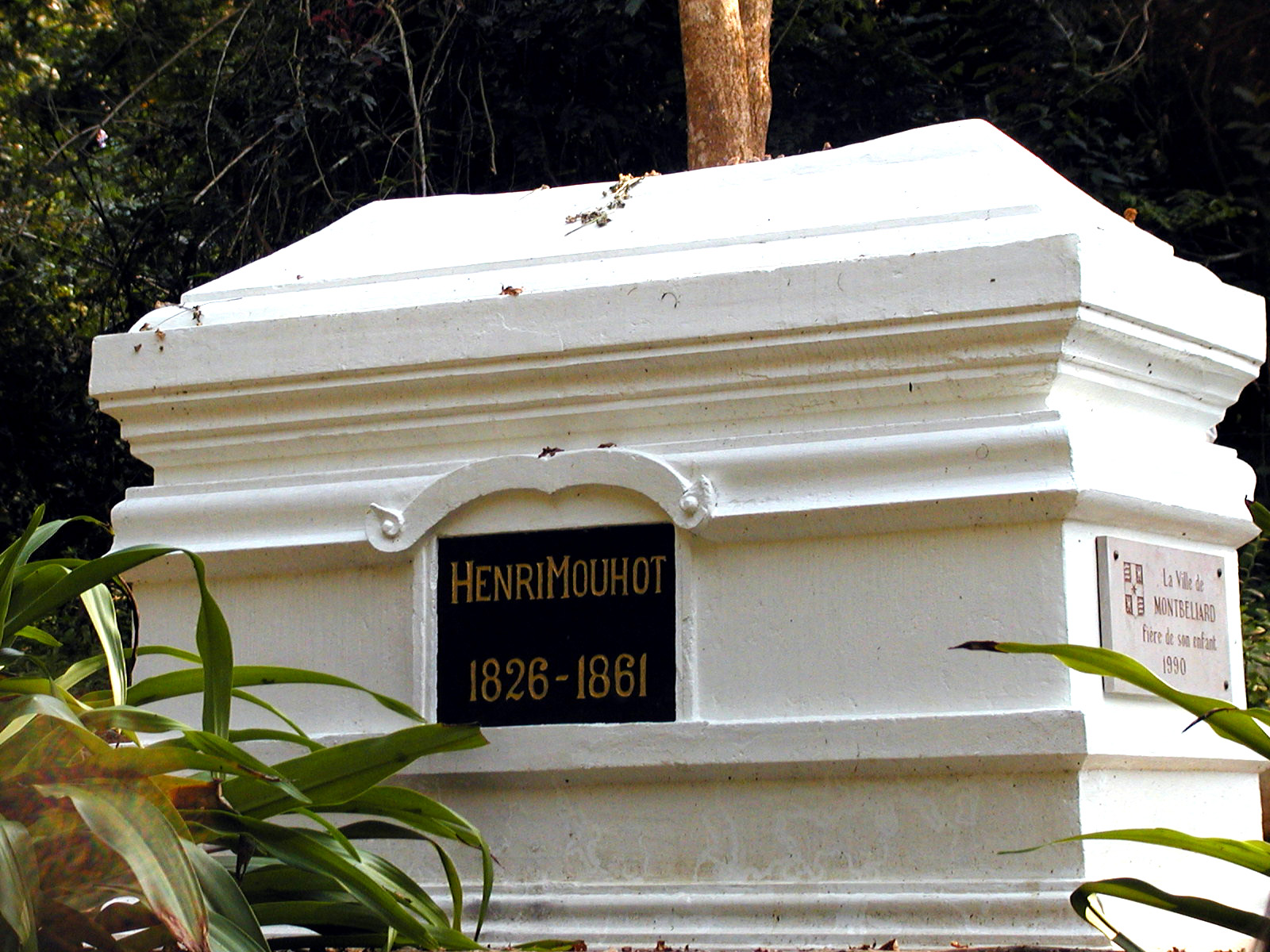
Grabmal Mouhots am Flussufer nahe Luang Prabang

Mouhot starb an Malaria, als er die Gegend von Luang Prabang erkundete. Als der französische Konsul Auguste Pavie 1887 auf seinen schlecht erhaltenen Grabstein stieß, ließ er an derselben Stelle am Ufer des Nam Khan nahe der Stadt einen neuen Grabstein errichten. Dieser wurde erst 1990 im Dschungel wiederentdeckt.
Eine von Henri Mouhot in Laos entdeckte Käferart wurde von François Laporte de Castelnau ihm zu Ehren mit dem wissenschaftlichen Namen Mouhotia gloriosa versehen. Mouhot ist damit Namensgeber der Gattung Mouhotia die zur Unterfamilie Scaritinae der Laufkäfer gehört.

## Werke
- Henri Mouhot: Travels in Siam, Cambodia, Laos, and Annam. Reprint, White Lotus, Bangkok 2000, 2009. ISBN 974-8434-03-6